# Cayo Julio Lacer
Cayo Julio Lacer (en latín, Gaius Iulius Lacer) fue, según la tradición, un ingeniero civil romano de tiempos del emperador Trajano, supuesto autor del puente de Alcántara. 
Su existencia, de acuerdo con las evidencias históricas, es dudosa.

## Obra
Su única obra conocida habría sido el puente de Alcántara sobre el río Tajo, cercano a la localidad de Alcántara, en la provincia de Cáceres (España). Este destacado monumento se erigió entre los años 104 y 106 d. C. y consta de seis arcos de desigual altura, los cuales descansan en cinco pilares a su vez a distintas alturas sobre el terreno de roca allanada de pizarra. Sobre el pilar central se erige un arco de triunfo superior con una altura de 10 m, denominado de Trajano, pero su datación es dudosa, y es probable que fuera una adición muy posterior.
El puente está hecho de sillares almohadillados de roca granítica de entre 45 y 50 cm. Además a los pies del puente hay un templete romano, que Lacer presuntamente mandó construir y usó de sepultura, habiéndose cristizanido en la Edad Media con el nombre de San Julián. Entonces se le añadió una espadaña y una cruz apoyada sobre cuatro calaveras de granito. La antigüedad del templete y su supuesto origen romano también han sido cuestionados por los historiadores.

## Historiografía moderna
La figura de Cayo Julio Lacer está cuestionada tras diversas investigaciones realizadas por Joan Carbonell y Helena Jiménez y avaladas por el experto en ingeniería romana Isaac Moreno Gallo, en el que se concluye que el puente de Alcántara fue reformado, dotándolo del arco central con las placas en su parte superior, en el siglo XV por la Orden de Alcántara bajo el mando de Juan de Zúñiga y Pimentel con la intención de ensalzar la romanidad de España y unirla a la monarquía de los Reyes Católicos que unía casi todo el territorio ligándola a la figura del emperador Trajano de origen hispano.  En esa misma reforma se construyó el templo, en el que se utilizó material procedente del propio puente, y se realizó la inscripción original. La hipótesis de Joan Carbonell y Helena Jiménez señala que el puente se realizó en tiempos de Augusto y que, en realidad, la figura de Cayo Julio Lacer nunca existió.